# 2904 Мілмен
2904 Мілмен (2904 Millman) — астероїд головного поясу, відкритий 20 грудня 1981 року.
Тіссеранів параметр щодо Юпітера — 3,350.